# 现金交易店

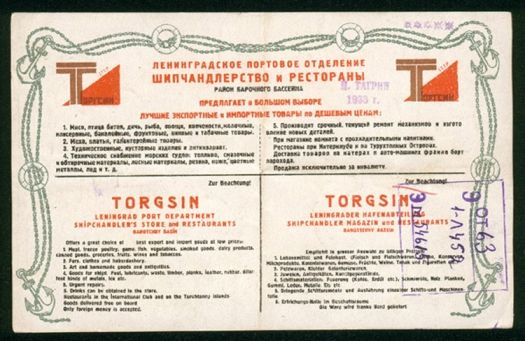
1933年，一个位于列宁格勒的现金交易店所投放的广告

现金交易店（俄语：Торгсин），是俄语“与外国人交易”（俄语：торговля с иностранцами）的缩写，是1931至1936年间，苏联的国营硬通货商店。

## 历史
与后来的小白桦商店不同，现金交易店对所有苏联公民开放，提供他们获取硬通货、金银、或是珠宝等的渠道。现金交易店依据人民委员会主席维亚切斯拉夫·莫洛托夫在1931年7月5日的指示而建立，在1936年2月1日结束营运。